# Fernando Ruas
Fernando de Carvalho Ruas (ur. 15 stycznia 1949 w Viseu) – portugalski polityk, ekonomista i samorządowiec, wieloletni burmistrz Viseu, deputowany do Parlamentu Europejskiego VIII kadencji.

## Życiorys
Ukończył studia ekonomiczne na Uniwersytecie w Coimbrze. Związany z Partią Socjaldemokratyczną. W 1990 objął urząd burmistrza miasta Viseu, który sprawował nieprzerwanie do 2013. Kierował również zgromadzeniem okręgowym Viseu, obejmował różne stanowiska w krajowych i międzynarodowych organizacjach zrzeszających samorządowców – m.in. od 1998 zasiadał w Komitecie Regionów. W latach 2002–2013 pełnił także funkcję przewodniczącego ANMP – krajowego stowarzyszenia portugalskich miejscowości.
W wyborach europejskich w 2014 z ramienia wspólnej listy centroprawicowych ugrupowań rządzących uzyskał mandat eurodeputowanego VIII kadencji, który wykonywał do 2019. W 2021 ponownie wybrany na burmistrza Viseu.